# Ran Guitars

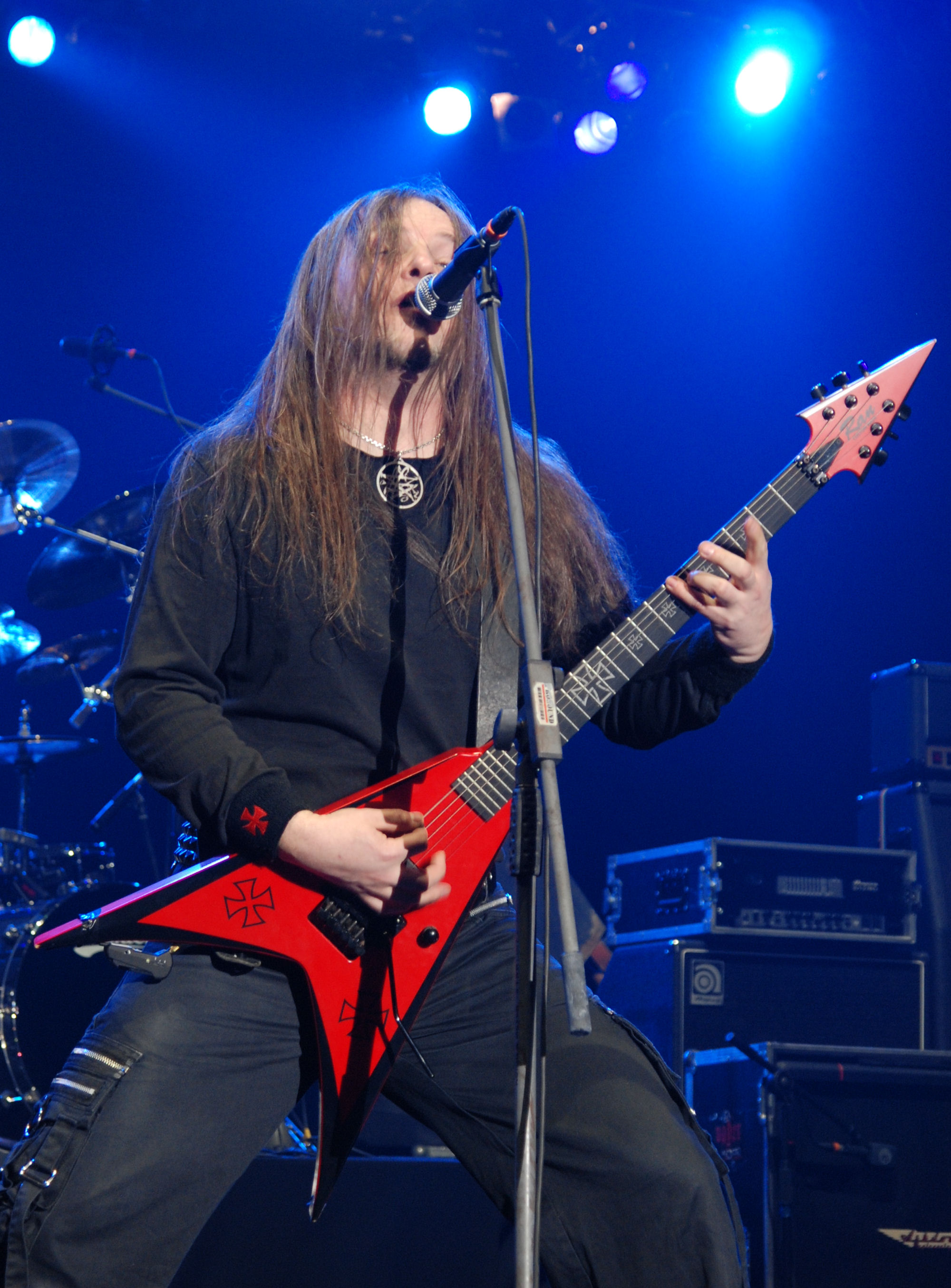
Lider grupy Vader - Piotr Wiwczarek z gitarą firmy Ran model Invader

Ran Guitars – polskie przedsiębiorstwo produkujące gitary elektryczne z siedzibą w Olsztynie. Firma wytwarza instrumenty w wybranej specyfikacji na zamówienie oraz sygnowane przez muzyków linie gitar: Ran Invader (Piotr Wiwczarek), Ran Demon (Cezary Augustynowicz) i Ran Annihilator (Jeff Waters). Na instrumentach firmy Ran grają lub grali ponadto m.in. Pat O’Brien, Maurycy Stefanowicz, Moyses Kolesne, Adam Buszko, Wacław Kiełtyka, Steffen Kummerer (Obscura), Tomasz "Magic" Osiński.